# Freeman Freeman-Thomas
George Freeman Freeman-Thomas GCSI, GCMG, GCIE, GBE (ur. 12 września 1866, zm. 12 sierpnia 1941) – brytyjski polityk i administrator kolonialny, w latach 1926–1931 gubernator generalny Kanady, a od 1931 do 1936 wicekról Indii.

## Życiorys
Wykształcenie odebrał w Eton College i w Trinity College na Uniwersytecie Cambridge. Po ukończeniu studiów podjął karierę polityczną. W latach 1900–1910 zasiadał w Izbie Gmin z ramienia Partii Liberalnej jako reprezentant okręgów Hasting (do 1906 r.) i Bodmin. W 1910 r. został parem Zjednoczonego Królestwa jako baron Willingdon, a rok później jednym z whipów w Izbie Lordów. W latach 1913–1926 służył w administracji kolonialnej w Indiach, najpierw jako gubernator Bombaju (do 1918 r.), a potem Madrasu (1919–1924). W 1924 r. otrzymał godność wicehrabiego Willingdon.
W 1926 r. został gubernatorem generalnym Kanady. Był pierwszym gubernatorem Kanady niebędącym przedstawicielem rządu Zjednoczonego Królestwa w Dominium. Stało się tak na mocy postanowień konferencji imperialnej z 1926 r. Willingdon często podróżował po Kanadzie i był pierwszym gubernatorem, który podróżował drogą powietrzną, często latając między Ottawą a Montrealem. W 1927 r., jako pierwszy gubernator generalny, złożył oficjalną wizytę w Stanach Zjednoczonych. W tym samym roku przyjmował księcia Walii i premiera Baldwina na uroczystościach 60-lecia Kanady.
Po zakończeniu swej kadencji w Ottawie w 1931 r., został podniesiony do rangi hrabiego i wrócił do Indii jako wicekról. W 1936 r. uzyskał tytuł markiza – był ostatnią jak dotąd osobą spoza rodziny królewskiej podniesioną do tej godności. Również wtedy otrzymał honorowy urząd lorda strażnika Pięciu Portów i został członkiem Tajnej Rady.
20 lipca 1892 r. poślubił lady Marie Adelaide Brassey (1875 – 30 stycznia 1960), córki Thomasa Brasseya, 1. hrabiego Brassey, i Anny Allnutt, córki Johna Allnutta. Freeman i Marie mieli razem dwóch synówL
- porucznik Gerard Frederick Freeman-Thomas (3 maja 1893–14 września 1914), zginął podczas I wojny światowej
- Inigo Brassey Freeman-Thomas (25 lipca 1889–1979), 2. markiz Willingdon

Willingdon był zapalonym sportowcem. Lubił wędkarstwo, golf, tenis, narciarstwo, curling i krykiet. Jako lord-in-waiting króla Jerzego V często grywał z nim w tenisa. Był kawalerem Krzyża Wielkiego Orderu Imperium Indyjskiego, Orderu Gwiazdy Indii, Orderu Imperium Brytyjskiego i Orderu św. Michała i św. Jerzego. Zmarł w 1941 r. i został pochowany w opactwie westminsterskim.